# Ardèche
Il dipartimento dell'Ardèche (in occitano Ardecha) è un dipartimento francese della regione Alvernia-Rodano-Alpi. Il nome del dipartimento deriva dal nome del fiume omonimo che scorre nel suo territorio.
Il territorio del dipartimento confina con i dipartimenti della Drôme a est, della Vaucluse a sud-est, del Gard a sud, della Lozère a sud-ovest, dell'Alta Loira (Haute-Loire) a ovest e dell'Isère a nord-ovest.
Il dipartimento è stato creato dopo la rivoluzione francese, il 4 marzo del 1790, in applicazione della legge del 22 dicembre del 1789, a partire dalla suddivisione della provincia di Vivarais.
Il dipartimento comprende tre circoscrizioni, 33 cantoni e 339 comuni. Le principali città, oltre al capoluogo Privas, sono Largentière, Tournon-sur-Rhône, Guilherand-Granges, Annonay, Aubenas e Viviers.
Ottantatré comuni del dipartimento superano i mille abitanti.

## Storia
Il territorio del dipartimento è ricco di testimonianze della presenza umana in epoca preistorica. Il sito di Orgnac ha restituito importanti resti del periodo Acheulano (tra 400 000 e 200 000 anni fa), e frequenti sono anche i siti del periodo Musteriano (tra 80 000 e 20 000 anni fa), con numerose grotte dipinte, tra cui spicca la grotta di Chauvet, scoperta nel 1994 presso Vallon-Pont-d'Arc, con pitture e graffiti datati tra 32 000 e 27 000 anni fa, tra le più antiche del mondo. Nella regione sono inoltre presenti circa 1 500 dolmen risalenti al III millennio a.C., nel periodo calcolitico.
Agli inizi del VI secolo si aggiungono popolazioni di stirpe celtica, gli Elvii, dal 121 a.C. fedeli alleati di Roma. La loro capitale, Alba Augusta, si sviluppa sotto il principato augusteo. La vallata del Rodano costituisce una via di penetrazione per la romanizzazione prima e, a partire dagli inizi del II secolo d.C., per il cristianesimo. Un bassorilievo mitraico si conserva a Bourg-Saint-Andeol.
Alba Augusta viene distrutta nel corso delle invasioni barbariche del V secolo e la sede episcopale sarà stabilita a Viviers, a qualche chilometro di distanza presso il fiume Rodano. Tra l'855 e il 1308 la regione del Vivarais, appartiene almeno nominalmente al Sacro Romano Impero. A partire dalla fine del XII secolo i re di Francia vi estendono la propria influenza, appoggiandosi alle abbazie e ai signori locali. Nel 1284 Filippo l'Ardito fonda insieme all'abate cistercense di Mazan la città di Villeneuve-de-Berg. Nel 1308 la regione passa ufficialmente al regno di Francia.
La guerra dei cent'anni non tocca da vicino il territorio del dipartimento, che tuttavia, a partire dal 1528, è funestato da un periodo di guerre religiose che si protrarrà per più di due secoli, in seguito alla propagazione delle idee luterane da Lione e da Ginevra, invano ostacolata dal Parlamento di Tolosa e appoggiata da influenti personaggi locali, come Olivier de Serres. La forte presenza ugonotta in particolare nella valle dell'Eyrieux, nell'altopiano di Vernoux, nelle regioni di Lamastre e di Saint-Agrève e in comunità isolate tra Villeneuve-de-Berg e Vallon-Pont-d'Arc) provoca otto guerre civili che si susseguono tra il 1562 e il 1595 e sono concluse solo dall'editto di Nantes del 1598. La rivolta di Rohan nelle Cevenne porta nel 1629 alla distruzione di Privas, una delle città fortificate concesse ai protestanti da Enrico IV, a opera delle truppe reali comandate da Luigi XIII.
Le lotte continue e la situazione incerta causano l'emigrazione di numerosi abitanti verso i Paesi protestanti. La revoca dell'Editto di Nantes nel 1685, rinfocola le lotte: la resistenza continua con i "Camisards" e riunioni clandestine si tengono nelle montagne o nelle grotte di Vallon-Pont-d'Arc o di Vans. Alcune grotte vengono fortificate in quest'epoca con apparati difensivi tuttora conservati (grotte della Jaubernie e "Balmes de Montbrun" presso Villeneuve-de-Berg). La "strada dei Dragoni", costruita per favorire gli spostamenti delle truppe, prende il nome dal reggimento dei Dragoni di Luigi XIV, ricordandone il ruolo nella repressione dei sollevamenti del 1704-1709. La situazione causa nuovamente un considerevole fenomeno di emigrazione in direzione della Svizzera. L'editto di tolleranza di Luigi XVI consentirà finalmente la vita dei protestanti nella regione.
Nel XVIII secolo l'assemblea degli Stati del Vivarais, composta da dieci baroni e dai rappresentanti delle città, ha competenze soprattutto fiscali, ma prende anche provvedimenti in favore dello sviluppo economico della regione. In particolare viene sviluppata la produzione dei bachi da seta e le attività di trasformazione del tessuto che vengono impiantate lungo i corsi d'acqua. Lo sviluppo di quest'industria permette un periodo di relativa prosperità.
Nel 1789 gli abitanti non sono particolarmente favorevoli alla rivoluzione francese e restano in particolare fortemente fedeli alla religione tradizionale. Nella parte meridionale del territorio, a Jales, vi sono rivolte nell'agosto del 1790, giugno del 1791 e luglio del 1792. Nel 1794 a Privas si ebbe un massacro di nobili e religiosi. Bande di oppositori si rifugiano nelle zone montagnose svolgendo attività di brigantaggio, in particolare contro le casse pubbliche, e assassinando gli acquirenti dei beni confiscati agli emigrati.
Nel XIX secolo si ha un costante accrescimento della popolazione (che toccherà i 388 000 abitanti nel 1861), sostenuto dalla produzione della seta. Questa verrà però messa in ginocchio a partire dal 1855 per le malattie dei bachi da seta che diminuiscono fortemente la produzione e per la concorrenza delle sete orientali. Continua tuttavia l'attività di trasformazione delle sete importate, che costituisce una risorsa economica importante e una possibilità di lavoro per la popolazione. Nella regione di Privas si sviluppa l'attività mineraria, con una discreta produzione di ferro, e una conseguente industria di trasformazione, che cesserà però con l'esaurimento delle miniere nel 1929. Un'altra crisi si ha nella produzione viticola, con il diffondersi della fillossera negli anni 1870.
La regione subisce le conseguenze della prima guerra mondiale con dodicimila caduti, e contrasta, con le attività di resistenza, il ritiro degli occupanti tedeschi durante la seconda.
Personaggi celebri originari di questo dipartimento sono:
- l'agronomo ugonotto Olivier de Serres (1539-1619);
- il cardinale di Bernis (1715-1794) che negoziò il trattato di pace a seguito della guerra di successione spagnola;
- il poeta e avvocato protestante Boissy d'Anglas (1756-1826), rappresentante del Terzo Stato del Vivarais nell'assemblea degli Stati generali;
- i fratelli Montgolfier che inventarono nel 1783 l'aerostato o mongolfiera;
- Marc Seguin che inventò i ponti sospesi e mise a punto la caldaia tubolare delle macchine a vapore, permettendo di aumentare la velocità dei treni;
- il compositore Vincent d'Indy (1851-1931).

## Geografia fisica
Il territorio del dipartimento occupa il bordo orientale del Massiccio Centrale e ha come confine naturale per una lunghezza di circa 150 km il fiume Rodano. Vi sono forti differenze tra le diverse regioni.
L'Ardèche settentrionale è costituita da una serie di piccoli altopiani di media elevazione, separati l'uno dall'altro dal corso di modesti affluenti del Rodano, con un paesaggio di forte contrasto tra le zone ondulate e verdeggianti degli altopiani e le vallate incassate in gole strette e selvagge.
La vallata del Rodano al confine orientale è in questa parte piuttosto stretta, con piccole pianure alluvionali, molto fertili. Il clima è temperato e vi domina il vento del sud.
Nel cuore del territorio, l'altopiano dei Coirons, con un'altezza media di 800 m, scende con le sue colate basaltiche in direzione del Rodano. Il clima è abbastanza rigido, accentuato dai forti venti, e la neve è frequente. Da Saint-Agrève a Privas, lungo la valle dell'Eyrieux, la regione vulcanica delle Boutières ha un rilievo profondamente intagliato, ricoperto da castagneti.
L'estremità orientale del Massiccio Centrale è compresa nel dipartimento, con suoli granitici e vulcanici dominati dalle cime del Mézenc (1754 m) e del Gerbier de Jonc (1551 m) e le foreste di Mazan, di Bauzon e del Tanargue. In questa zona ci sono le sorgenti della Loira. Vi si trova il lago vulcanico di Issarlès (a un'altitudine 1000 m, perimetro di 5 km, profondità di 108 m). Il clima è rigido: la neve è presente per diversi mesi all'anno e in autunno e inverno vi soffiano venti violenti (la "burle"). Nelle vallate è frequente la nebbia. Le piogge sono abbondanti e si concentrano nei mesi di settembre e ottobre.
Nella parte della regione delle Cevenne compresa nel dipartimento, che costeggia il Massiccio Centrale a sud-est, dal colle della Croce di Ferro al colle di Mézilhac, il rilievo è costituito da "serre", ossia creste strette e allungate che corrono tra ripide vallate percorse da torrenti. Il clima è più temperato che nel Massiccio Centrale e le piogge sono frequenti in estate.
La valle del fiume Ardèche, nella parte meridionale del dipartimento, ha altitudine ridotta, ma variata, con suolo prevalentemente calcareo. Il clima è mediterraneo e i venti dominanti provengono da nord-est, mentre quelli da sud e da ovest, carichi di umidità portano piogge, concentrate su pochi giorni dell'anno. In questa zona i centri abitati discendono nella maggior parte da antichi luoghi fortificati.
Il regime dei fiumi, a causa anche delle ripide pendenze, è strettamente legato alle piogge, con una portata massima in autunno (settembre-ottobre) e un secondo picco in marzo-aprile. Le violenza delle piene autunnali può causare danni materiali e in qualche caso ha fatto anche delle vittime. I principali fiumi sono la Cance, il Doux, l'Eyrieux e l'Ardèche, da cui il dipartimento prende il nome.
La regione è particolarmente ricca di sorgenti e sono presenti laghi artificiali, sfruttati per l'energia idroelettrica e per il turismo.

## Economia
La ricchezza agricola è data soprattutto dalle coltivazioni di alberi da frutto (mandorle, albicocche, ciliegie, pesche), nei pendii e vallate meglio esposti degli altopiani settentrionali e nella valle del Rodano, dove sono prodotti anche i vini (St-Péray, Cornas). Nelle zone più elevate si ha una produzione di castagne ed è presente l'allevamento. Nella regione delle Céevennes è praticata la coltivazione su terrazze.
L'attività industriale è tradizionalmente rivolta al settore tessile di alta qualità. Nella parte meridionale della valle del Rodano sono presenti industrie per la produzione di calce e cemento. Le acque della Cance alimentano industrie cartarie e laniere presso Annonay. In crescita il settore edilizio.
Le attività turistiche sono importanti, favorite dalle bellezze naturali, con la possibilità di attività sportive, dalle curiosità geologiche e dalle grotte. Il patrimonio culturale non ha grandi monumenti, ma è ricco di piccole costruzioni in posizioni pittoresche e di villaggi che hanno conservato un carattere medioevale. Musei e siti preistorici (vedi Grotta Chauvet), completano il panorama.
La presenza turistica (prevalentemente dai Paesi Bassi e dalla Germania), è massiccia soprattutto in estate.

## Società

### Evoluzione demografica
Attualmente la popolazione del dipartimento è in aumento, soprattutto a causa del saldo migratorio positivo, mentre la crescita naturale è quasi nulla: gli anziani di più di 60 anni rappresentano, circa, un quarto della popolazione. Il numero degli anziani è maggiore nelle zone rurali che in quelle urbane.
Gli immigrati sono oggi all'80% di provenienza extra-europea, in particolare marocchini e algerini.
La densità di popolazione è bassa (52 abitanti per km²) e scende fino a 6-7 abitanti per km² nei cantoni montuosi di Saint-Etienne-de-Lugdarès e di Valgorge.
La conformazione del territorio, soprattutto nelle regioni montagnose, che rende difficili le comunicazioni, ha favorito lo spostamento dalle zone rurali della Cevenne, del Massiccio Centrale e degli altopiani settentrionali verso la vallata del Rodano e la regione di Annonay, più urbanizzate. Tuttavia, ancora circa il 50% della popolazione risiede nei comuni rurali.
Solo le tre città di Annonay, Aubenas e Guilherand-Granges superano i 10 000 abitanti, mentre i capoluoghi amministrativi non hanno grande peso demografico. Una quindicina di comuni urbani costituiscono poli di attrazione per i comuni confinanti e sette comuni rurali costituiscono anche centri di aggregazione del territorio. Tra le città maggiori Annonay, Aubenas e Privas, malgrado le dimensioni ridotte, subiscono il fenomeno dello spopolamento del centro urbano antico, dove i quartieri popolari costruiti negli anni 1960 e 1970 sono diventati zone sensibili o difficili, a favore dei comuni periferici. Tournon-sur-Rhône e Guilherand-Granges non presentano invece questo fenomeno.